# Josef Beilmann
Josef Beilmann (* 1873 in Vollmer, Oblast Saratow; † 9. Oktober 1938 im Gulag Medweschja Gora) war ein deutsch-russischer römisch-katholischer Geistlicher und Märtyrer. 

## Leben
Josef Beilmann stammte aus einer wolgadeutschen Familie des Bistums Tiraspol. Er besuchte das Priesterseminar in Saratow und wurde 1896 zum Priester geweiht. Die Stationen seines Wirkens waren Rohleder, Bergtal, Krasna (Bessarabien), Karlsruhe (Odessa), Pfeiffer (Wolgagebiet), Seelmann und Köhler (1924–1928). Nach Verbot des Gottesdienstes lebte er ab 1928 in Vollmer. Am 10. Januar 1930 wurde er nahe der polnischen Grenze verhaftet, in das Moskauer Gefängnis Butyrka gebracht und am 20. April 1931 zu 10 Jahren Lagerhaft verurteilt. Er kam nach Medweschja Gora, wurde am 4. Januar 1935 in Tambow erneut zu 10 Jahren Lagerhaft verurteilt und starb im Oktober 1938 beim Bau des Weißmeer-Ostsee-Kanals.

## Gedenken
Die Römisch-katholische Kirche in Deutschland nahm Pfarrer Josef Beilmann als Märtyrer in das deutsche Martyrologium des 20. Jahrhunderts auf.